# دمنحي (حديبو)

تعديل مصدري - تعديل

دمنحي إحدى قرى مديرية حديبو التابعة لمحافظة سقطرى، بلغ تعداد سكانها 70 نسمة حسب تعداد اليمن لعام 2004.